# Conchalí (estación)
Conchalí es una estación ferroviaria que forma parte de la red del Metro de Santiago de Chile. Se encuentra subterránea, entre las estaciones Vivaceta y Plaza Chacabuco de la  Línea 3.

## Características y entorno
Se encuentra en la intersección de la Avenida Independencia y la Avenida Dorsal. 
Cercano a la estación está la Municipalidad de Conchalí, una sucursal del Registro Civil, el corredor Dorsal, negocios minoristas, un local de Santa Isabel, una sede de Cpech y la Biblioteca Municipal de Conchalí. Al frente de la estación se encuentra la Plaza Dorsal, la cual funciona como centro cívico de la comuna.

### Accesos
| Acceso | Intersección                     |
| ------ | -------------------------------- |
| A      | Av. Independencia con Av. Dorsal |

## Origen etimológico
La estación se ubica a unos metros de la municipalidad de Conchalí de la cual toma su nombre. El pictograma de la estación presenta el acceso principal a la edificación que alberga a la Municipalidad de Conchalí, incluyendo también parte de la pileta existente en dicho acceso. Antes del inicio de las obras de construcción, la estación poseía el nombre preliminar de «Dorsal 2».

## Galería

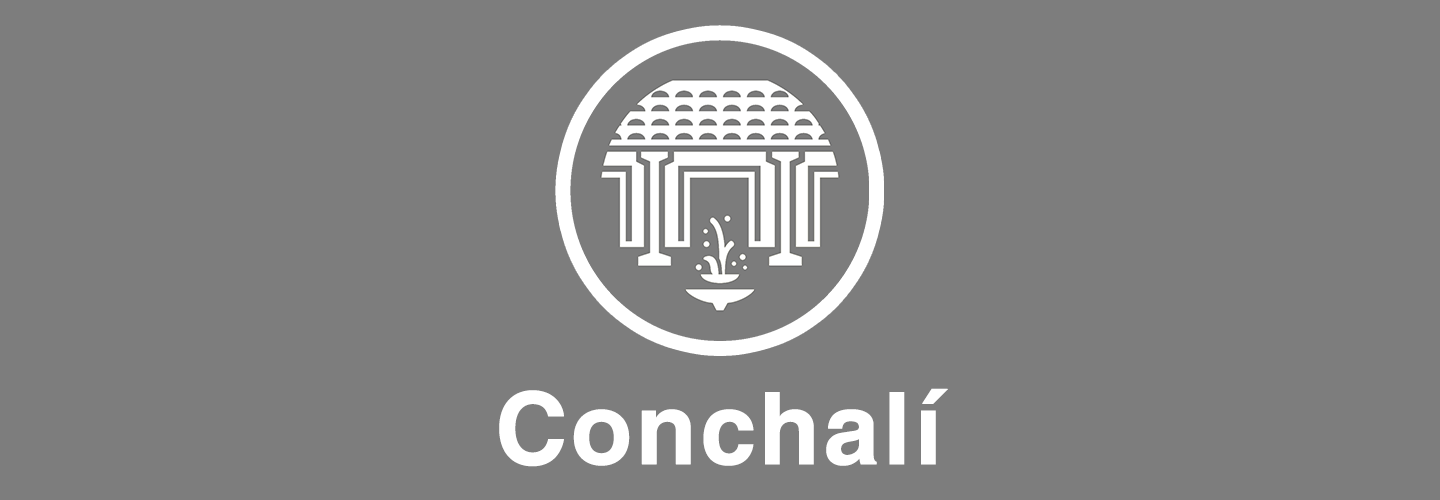
Cenefa utilizada en los andenes.
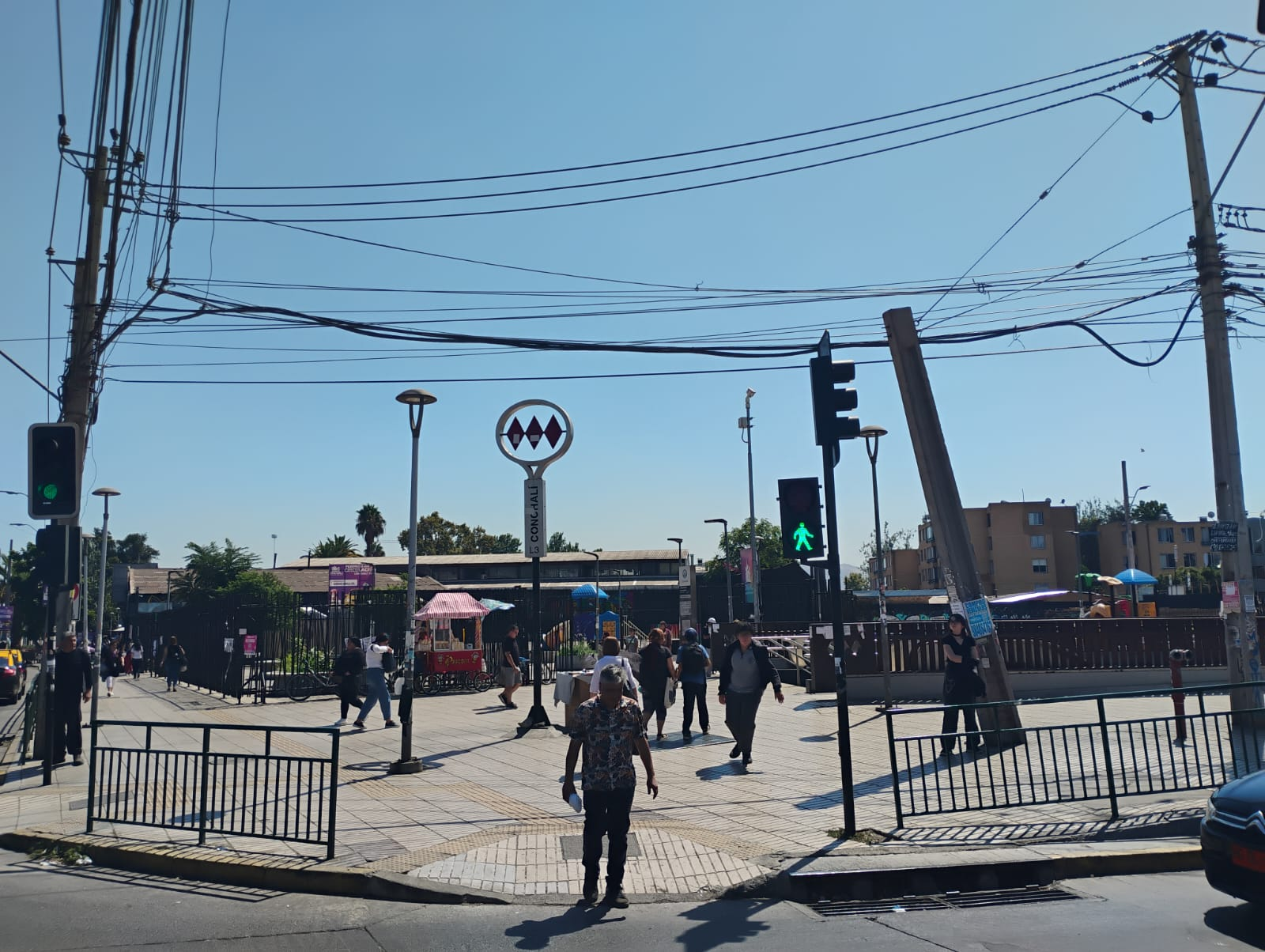
Personas en las afueras del Metro Conchalí.
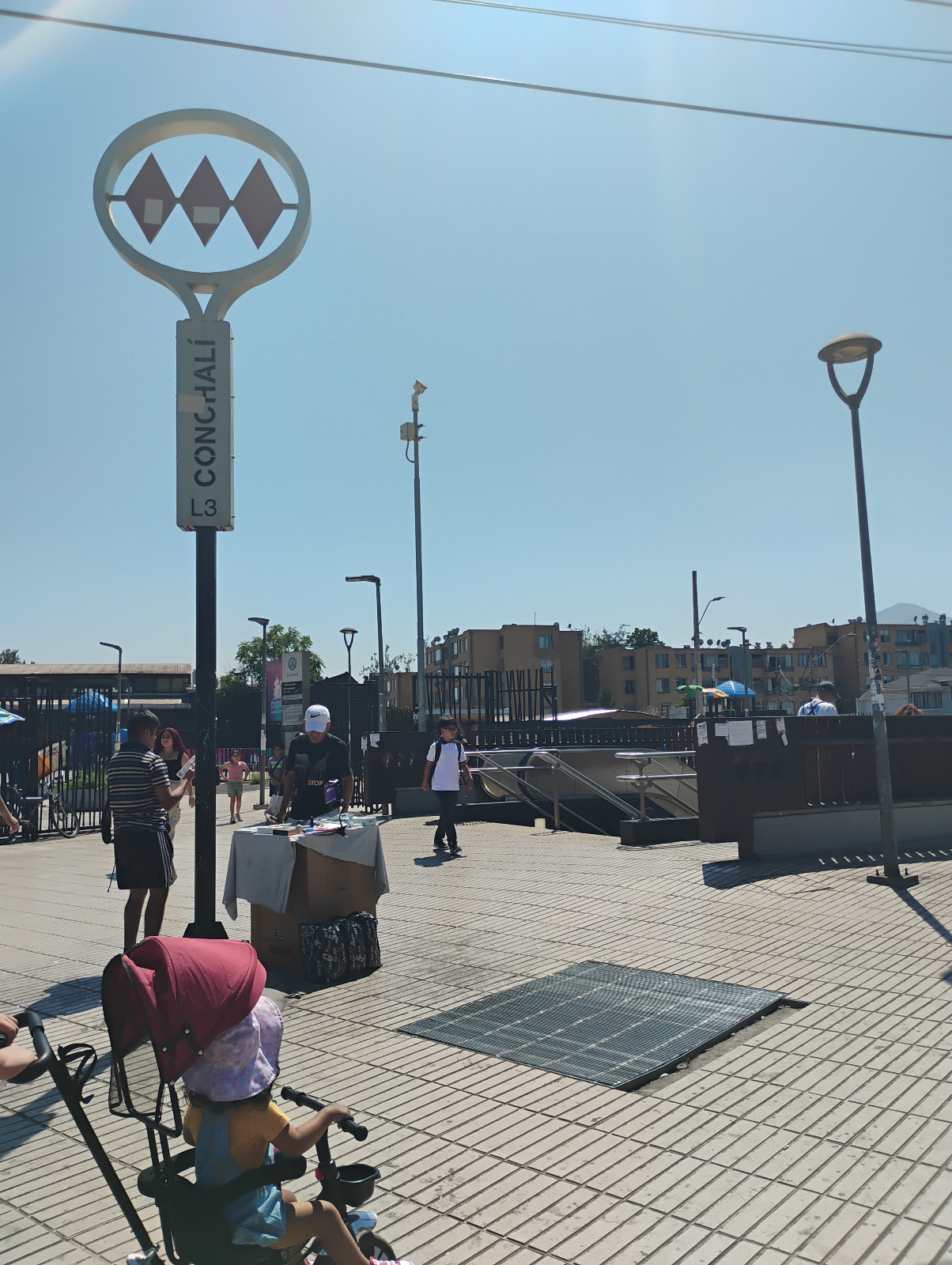
Exterior del Metro Conchalí, calle Dorsal.

## Conexión con Red Metropolitana de Movilidad
La estación posee 6 paraderos de la Red Metropolitana de Movilidad en sus alrededores, los cuales corresponden a:
| Paradero / Código                          | Recorridos |
| ------------------------------------------ | --- |
| Parada 2 / Dorsal - Independencia (PB16)   | 101 (Cerrillos) - 107 (Av. Departamental) - 107c (Plaza Renca) - B10 (Mapocho) - B27 (Metro Salvador) - B41 (Metro Cerro Blanco)                                            |
| Parada 3 / Dorsal - Independencia (PB35)   | 101 (Recoleta) - 107 (Ciudad Empresarial) - 107c (Ciudad Empresarial) |
| Parada 3 / Metro Conchalí (PB1896)         | B27 (Metro Vespucio Norte) - B41 (Mall Plaza Norte) |
| Parada 4 / Metro Conchalí (PB1645)         | 201 (Mall Plaza Norte) - 230 (Los Libertadores) - 264n (Pedro Fontova) - 308 (Lo Marcoleta) - B27 (Metro Vespucio Norte)                                                    |
| Parada 5 / Dorsal - Independencia (PB1604) | 201 (San Bernardo) - 230 (Centro) - 264n (Santo Tomás) - 308 (Mapocho) - B10 (Santa Marta de Huechuraba) - B22 (Urmeneta) - B27 (Metro Salvador) - B41 (Metro Cerro Blanco) |
| Parada 8 / Metro Conchalí (PB279)          | 201 (Mall Plaza Norte) - 230 (Los Libertadores) - 308 (Lo Marcoleta) - B22 (Palacio Riesco)                                                                                 |